# V. J. King
Vincent "V.J." King Jr. (Cleveland, Ohio, 22 de enero de 1997) es un baloncestista estadounidense que pertenece a la plantilla de los Bristol Flyers de la British Basketball League. Con 2,01 metros de estatura, juega en la posición de alero.

## Trayectoria deportiva

### Universidad
Tras disputar en su etapa de high school los prestigiosos McDonald's All-American Game y Jordan Brand Classic, jugó tres temporadas con los Cardinals de la Universidad de Louisville, en las que promedió 6,1 puntos y 2,8 rebotes por partido. Al término de su temporada júnior, se declaró elegible para el Draft de la NBA, renunciando así a su último año de universidad.

#### Estadísticas
| Año     | Equipo     | PJ  | PT | MPP  | %TC  | %3P  | %TL  | RPP | APP | ROB | TPP | PPP |
| ------- | ---------- | --- | -- | ---- | ---- | ---- | ---- | --- | --- | --- | --- | --- |
| 2016–17 | Louisville | 33  | 7  | 13.5 | .432 | .421 | .821 | 2.1 | .5  | .2  | .1  | 5.5 |
| 2017–18 | Louisville | 36  | 36 | 25.4 | .398 | .320 | .735 | 3.3 | .9  | .6  | .1  | 8.6 |
| 2018–19 | Louisville | 32  | 5  | 13.7 | .367 | .114 | .791 | 3.0 | .6  | .2  | .1  | 3.9 |
| Total   | Total      | 101 | 48 | 17.8 | .400 | .297 | .772 | 2.8 | .7  | .3  | .1  | 6.1 |

### Profesional
Tras no ser elegido en el draft de la NBA de 2019, jugó las Ligas de Verano de la NBA con los New York Knicks. En octubre fue despedido y automáticamente asignado a su filial en la G League, los Westchester Knicks. Hasta el parón por la pandemia del coronavirus promedió 4,6 puntos y 2,3 rebotes por partido.
En verano de 2022 fichó por los Bristol Flyers de la British Basketball League para la temporada 2022/23.